# Голямо-Соколово
Голя́мо-Соко́лово (болг. Голямо Соколово) — село в Тирговиштській області Болгарії. Входить до складу общини Тирговиште.

## Населення
За даними перепису населення 2011 року у селі проживали 456 осіб.
Національний склад населення села:
| Національність   | Кількість осіб | Відсоток |
| ---------------- | -------------- | -------- |
| турки            | 358            | 78,7%    |
| болгари          | 92             | 20,2%    |
| Всього відповіли | 455            |          |

Розподіл населення за віком у 2011 році:
Динаміка населення: